# 魏金三
魏金三（1913年6月—1942年9月30日），原名魏福品，别名魏晋，字金三，山东长清人，抗日战争初期长清县中国共产党组织的创建人和领导者，曾任中共长清县委书记、八路军冀鲁豫军区第八军分区政治部主任。

## 生平
1913年6月，魏金三出生于山东省长清县归德镇南坦山阎家楼村的一个贫农家庭。父亲魏正勤是小学教师，母亲则在家务农。1930年，魏金三初级小学结业，进入长清县立第一小学读书。1931年，魏金三考入长清县立初级中学。初中其间，魏金三在学校老师的影响下开始接触马克思主义。
1934年，魏金三初中毕业，因家中无力供他继续升学，因而到长清县匡李庄小学任教，后又到河西索庄任小学教师。他利用自编的抗日救国教材，向学生宣传爱国道理。1935年，侵华日军开始蚕食侵犯华北地区。1936年春，魏金三辞职，与韩丹桂到省城济南寻求救国道路。后因生活所迫，考入公费的济南警察学校。在校其间，他积极投身抗日救亡运动，先后成为济南抗日救国会会员、中华民族解放先锋队队员。1936年12月西安事变后，他参与发起成立抗日救亡团体“文化友联社”，出版进步刊物《联系》，宣传中国共产党的抗日救亡主张。1937年4月，经陈梦还提议，魏金三经韩丹桂介绍加入中国共产党。警察学校结业后，国民政府决定将该批学生编为专门反共的侦缉队。魏金三根据中共组织安排，留在警察系统内部进行秘密活动。1937年8月，《联系》因被告密而停刊，主要负责人被捕，魏金三利用警察身份积极营救并使之成功被救出。
1937年七七事变后，魏金三数次到家乡长清指导当地抗日救亡活动，发起成立长清县人民抗敌后援会，并通过中华民族解放先锋队组织在长清筹备抗日武装，并积极筹建当地中共组织，期间他为发展新的中共党员，时常化装成小商人在深夜只身徒步到边远山村活动。1937年11月，魏金三与张耀南在长清县县立第一高等小学举行全校师生员工的抗日誓师大会，号召大家“脱下长衫，到游击队去”。其间，魏金三与中共鲁西北特委接上组织关系，上级党委派万晓塘、冯向前、袁彰武、冯晓云等来长清加强抗日武装工作。1937年12月27日，济南沦陷于侵华日军铁蹄之下，山东省政府主席韩复榘已率军南逃。1937年12月30日，侵华日军占领长清县城，魏金三等人将基干力量已有二三十人的长清县抗日武装从县城转移到其家乡阎家楼村，通过民先队员发动群众，积极扩大队伍。
1938年1月，中共长清县坦山临时支部在闫楼村魏金三家地窖里成立，魏金三任军事委员。1938年春节前，坦山党支部决定全体抗日游击队员立即到马山的马湾庙集合，举行“马湾起义”，公开打出长清县抗日游击队的旗帜，数日内扩大到50余人。1938年2月下旬，该游击队编入山东西区人民抗日自卫团第四大队，人员增至70余人，在长清县南的大峰山区活动，魏金三任中队长。1938年5月，中共泰西特委成立，大峰山自卫团被编为山东六区抗日游击第十支队大峰山独立营，四大队编为第一连，有120余人。1938年6月，第一届中共长清县委成立，魏金三任县委委员。1938年8月，任中共长清县委书记。1938年11月，山东西区抗敌自卫团和大峰山独立营在黄崖村（今属长清区孝里街道）整编为八路军山东纵队第六支队，其第二团主要由以大峰山独立营为主编成，原独立营一连被编为二团一营一连。部队整编后六支队二团开赴平阿山区，魏金三按照上级指示重新组织长清县独立营，隶属于山东纵队第六支队，魏金三兼任独立营政委。1939年春，魏金三率部队炸毁津浦铁路崮山至炒米店间的津浦铁路崮山大铁桥，成功牵制日军对大峰山根据地的“扫荡”。1939年秋，魏金三参与平息长清县河西野鹊窝、连王庄一带的“红枪会”骚乱，巩固大峰山抗日根据地。1940年春，独立营随山东纵队第六支队奉命离开泰西地区，到东平湖西戴庙整编，改编为八路军鲁西军区第四团（后改为九团）第三营，魏金三任营教导员。1940年秋，魏金三被调到鲁西军区政治部任组织科副科长兼军区直属队政工股长。1940年冬， 又被调到教三旅八团任政治处主任。
1942年9月，魏金三被调至冀鲁豫军区新建第八军分区，担任政治部主任。1942年9月27日，侵华日军和伪军集结数千人冀鲁豫军区第八军分区驻地进行合围，魏金三在掩护部队机关及群众突围时负伤，后因失血过多于9月30日牺牲，时年29岁。

## 纪念
魏金三故居位于济南市长清区归德街道闫楼村，为济南市一般不可移动文物。该故居为典型的石头建筑院落，是长清区最早的中国共产党活动遗迹。2022年12月，魏金三故居被山东省文化和旅游厅列为山东省第二批革命文物名录。
魏金三烈士之墓位于济南市长清区文昌街道石麟山北坡的石麟山烈士陵园内。
2015年8月24日，中华人民共和国民政部公布第二批600名著名抗日英烈和英雄群体名录，魏金三名列其中。

## 备注
1. ↑  一说山东省长清县南坦山村人[1]
2. ↑  一说1929年底长清县立东关第一小学毕业[1]
3. ↑  一说1938年11月，大峰山抗日游击队改编为长清独立营[5]